# بناء سيد الخواتم
بناء سيد الخواتم كانت مهمة طويلة ومعقدة، استمرت من بدايتها في عام 1937، بعد نجاح كتاب الأطفال لج. ر. ر. تولكين "الهوبيت"، حتى نشر الرواية في عامي 1954-1955. بدأ تولكين دون أي فكرة عن اتجاه القصة، وأجرى عدة بدايات خاطئة قبل ظهور قصة الخاتم الأوحد. تغيرت أسماء الشخصيات، بما في ذلك الشخصيات الرئيسية، في "سيد الخواتم" عدة مرات. توقف تولكين عن الكتابة بشكل متكرر، وأحيانًا لسنوات في كل مرة. استند الإلهام، عندما جاء، إلى العمل العملي مع الخرائط والأسماء واللغات التي أدمجها تولكين في الرواية. قام بتوضيح الأماكن الموصوفة في النص، وتحديث الرسومات والنص معًا حتى شعر أنها صحيحة.

## السياق
| تاريخ          | الأحداث                    |
| -------------- | -------------------------- |
| أواخر عام 1937 | يبدأ الكتابة               |
| ديسمبر 1939    | توقفات                     |
| أغسطس 1940     | إعادة الكتابة              |
| 1941           | توقفات                     |
| 1942           | إعادة الكتابة              |
| 1943           | توقفات                     |
| أبريل 1944     | يعيد كتابة الفصول الأولى   |
| 1945           | توقفات                     |
| 1946           | إعادة صياغة الكتاب 5       |
| 1948           | يكتب الكتاب السادس         |
| 1949           | مراجعة الكتب السابقة       |
| 1954           | طُبع المجلدين الأول والثاني |
| 1955           | يكتب الملاحق               |
| أكتوبر 1955    | المجلد الثالث مطبوع        |

طلب كتابة جزء ثاني لكتاب الأطفال "الهوبيت" الصادر عام 1937 دفع جي. آر. آر. تولكين للبدء بما أصبح عمله الأكثر شهرة: الرواية الملحمية "سيد الخواتم" (نُشرت لأول مرة في ثلاثة مجلدات بين عامي 1954-1955). أمضى تولكين في النهاية أكثر من عشر سنوات في كتابة القصة الرئيسية والملحقات للرواية، وخلال هذه الفترة حصل على الدعم المستمر من مجموعة "الإنكلينجز"، وخاصة صديقه المقرب سي. إس. لويس، مؤلف "سجلات نارنيا". كل من "الهوبيت" و"سيد الخواتم" تدور أحداثهما في خلفية "السيلماريليون"، ولكن في زمن طويل بعدها.
في البداية، كان تولكين ينوي أن يكون "سيد الخواتم" حكاية للأطفال على غرار "الهوبيت"، لكنها سرعان ما أصبحت أكثر قتامة وأكثر جدية في الكتابة. على الرغم من كونها تكملة مباشرة لـ"الهوبيت"، إلا أنها خاطبت جمهورًا أكبر سنًا، مستفيدة من الخلفية التاريخية الهائلة لبيلرياند [الإنجليزية] التي كان تولكين قد بناها في السنوات السابقة، والتي نُشرت لاحقًا بعد وفاته في "السيلماريليون" وغيرها من المجلدات. كان لتولكين تأثير قوي على نوع الخيال الذي نشأ بعد نجاح الكتاب.

## عملية طويلة وصعبة
بإقناع من ناشريه، بدأ تولكين "هوبيت جديد" في ديسمبر 1937. يعلق نيك غروم أنه كان لديه "قليل من الحس بالمؤامرة أو الشخصية، أو الاتجاه أو التطور، أو المعنى أو الأهمية" لتوجيهه خلال "العملية الطويلة والصعبة". كانت الكتابة بطيئة، لأن تولكين كان لديه منصب أكاديمي بدوام كامل، وأجرى امتحانات موحدة للحصول بعض الدخل الإضافي، وكتب العديد من المسودات.
تخلى تولكين عن الرواية معظم عام 1943 ولم يبدأها إلا في أبريل 1944، كسلسلة لابنه كريستوفر تولكين، الذي اُرسلت الفصول إليه أثناء كتابتها بينما كان يخدم في جنوب إفريقيا مع سلاح الجو الملكي. بذل تولكين جهدًا كبيرًا آخر في عام 1946، وعرض المخطوطة على ناشريه في عام 1947. انتهت القصة بشكل فعال في العام التالي، لكن تولكين لم يكمل مراجعة الأجزاء السابقة من العمل حتى عام 1949. توجد الآن المخطوطات الأصلية، التي يصل مجموعها إلى 9250 صفحة، في مجموعة تولكين في جامعة ماركيت.

### البداية

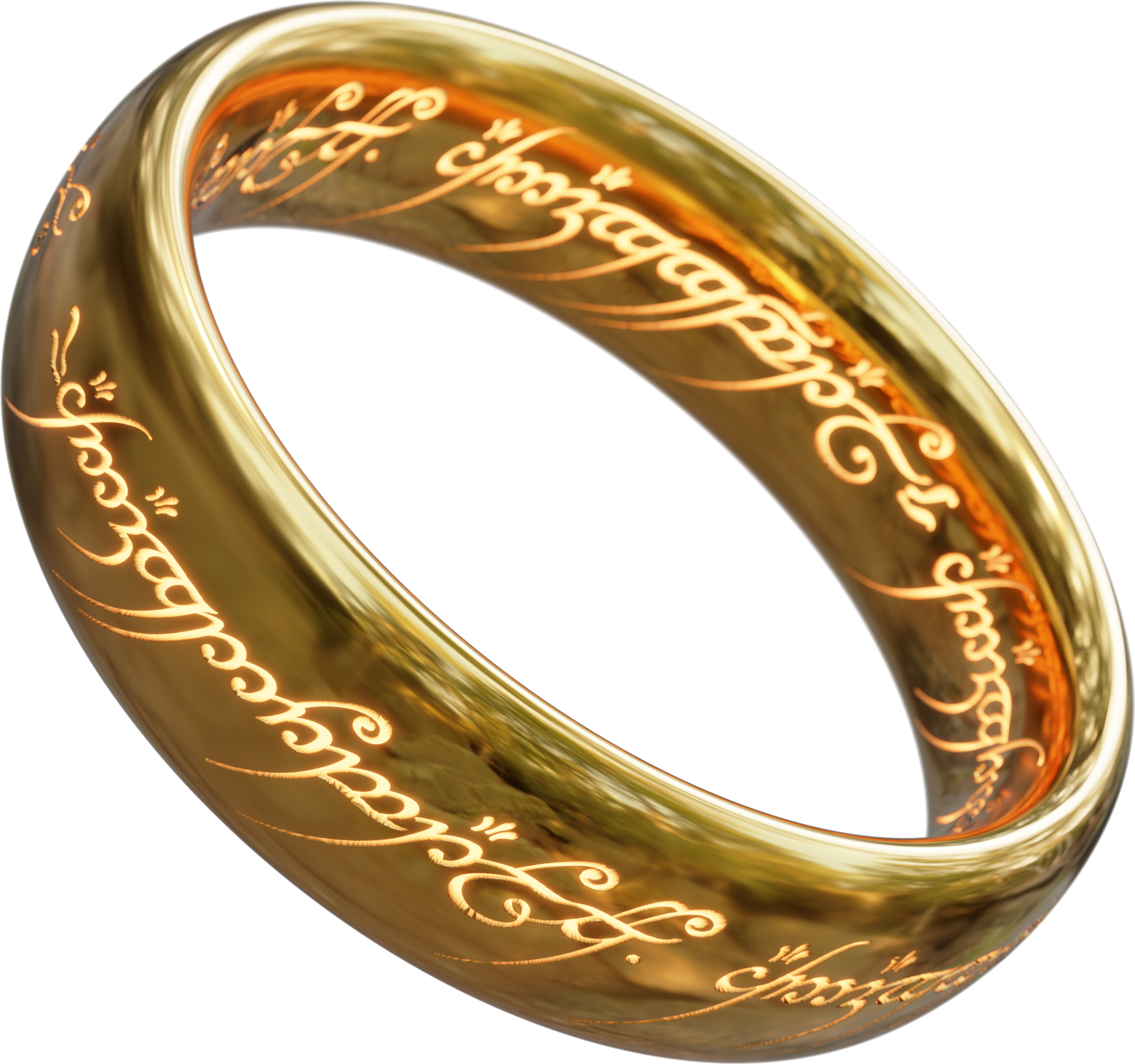
لم يكن تولكين يدرك منذ البداية أن الخاتم الواحد سيكون محوريًا جدًا للقصة.

كما هو موثق في كتاب "عودة الظل"، كتب تولكين مسودة من خمس صفحات، والتي أطلق عليها "الجنين الأول" لسيد الخواتم، بحلول 19 ديسمبر 1937 عندما ادعى لناشره "لقد كتبت الفصل الأول من قصة جديدة حول الهوبيت - "حفلة طويلة متوقعة". أكمل مسودة رابعة، أكثر اكتمالاً، للفصل بحلول 1 فبراير 1938، وعرضها على الناشر ستانلي أونوين، من أجل ابنه، راينر أونوين البالغ من العمر 12 عامًا للقراءة. كان راينر الذي أوصى بنشر الهوبيت.
بحلول 4 مارس 1938، في رسالة أخرى إلى ناشره، كان قد كتب مسودات لثلاثة فصول، 1:1 "حفلة طويلة متوقعة"، 1:3 "ثلاثة شركة وأربعة أكثر" (الكلمات الثلاث الأخيرة اُسقطت لاحقًا)، و 1:4 "إلى مزرعة ماغوت وبكلاند" (التي أصبحت "اختصارًا للفطر"). في الرسالة، ذكر أن القصة "اتخذت منعطفًا غير مقصود"؛ يحدد كريستوفر تولكين هذا بثقة باعتباره تدخل الفرسان السود في القصة. جاءت فكرة الفصل الأول مكتملة التكوين، على الرغم من أن الأسباب وراء اختفاء بيلبو، وأهمية الخاتم، والعنوان سيد الخواتم لم تأت حتى ربيع عام 1938. في الأصل، كان تولكين قد خطط لكتابة قصة استخدم فيها بيلبو كل كنوزه وكان يبحث عن مغامرة أخرى للحصول على المزيد، ولكن تدريجياً تغيرت كل من القصة والأبطال. ومع ذلك، كان العمل في هذه المرحلة لهذا الغرض تقريبًا: يعلق عالم تولكين توم شيببي على أن "ما من شأنه أن يفاجئ أي شخص على دراية بسيد الخواتم الذي يقرأ بعد ذلك المسودات المبكرة لتولكين في عودة الظل هو مدى قلة التخطيط الذي كان لدى تولكين، أو حتى تصور".

### التقدم المتردد
في النهاية، كما وصفه ديفيد براتمان، وصل تولكين إلى "مجموعة صغيرة من الهوبيتس على الطريق في سلسلة من المغامرات الغريبة التي اتسعت في الكلمات والتعقيد والجدية والأهمية بأسرع ما يمكنه الكتابة". أدى استمرار تعقيد القصة إلى طرح تولكين سلسلة متزايدة من الأسئلة حول الموضوعات الرئيسية للقصة، خاصة طبيعة خاتم بيلبو، ولكن أيضًا قضايا مثل الدور الذي يجب أن تلعبه الخواتم الأخرى، من كان تروتر، وما إذا كان ينبغي أن يكون لدى بينجو/فرودو سام كامجي كرفيق. كانت النتيجة نسخة جديدة (خامسة)، وفصل ثاني جديد، "التاريخ القديم"، الذي أصبح "ظل الماضي"، وقصيدة الخاتم. أدى إعادة ترتيب السرد إلى إدراك تولكين أنه يحتاج إلى تسلسل زمني دقيق لضمان قدرة الشخصيات على التصرف والالتقاء في اللحظات المناسبة.
| المجلدات (اُختيرت من قبل الناشر) | الكتب (اُسقطت العناوين)                |
| ------------------------------- | ------------------------------------- |
| الأول: رفقة الخاتم              | 1. الخاتم ينطلق 2. الخاتم يتجه جنوبا  |
| الثاني: البرجان                 | 3. خيانة أيزنجارد 4. الخاتم يتجه شرقا |
| الثالث: عودة الملك              | 5. حرب الخاتم 6. نهاية العصر الثالث   |

في أغسطس 1939، كتب تولكين مخططًا للرواية تبدأ من ريفنديل وتنتهي بتدمير الخاتم و"البرج المظلم". وكانت الرحلة ستكون عبر جبال الضباب في عاصفة ثلجية، وغابة شجرة اللحية، وموريا، وحصار أوند (غوندور). يلاحظ غروم أن إيزينغارد، ولوتلورين، وروهان، وإيثيليين، وسيريث أونغول لم تكن من بين الأماكن التي زاروها، وأن المعارك الثلاث الرئيسية لا تظهر. في مسودته الأولى للكتاب الثاني، تشير خطة تولكين إلى أن غاندالف سيقاتل مع راكب أسود (وليس بالروج) في موريا، لكنه كان يعرف بالفعل أن الساحر يجب أن يعود بعد سقوطه في الهاوية؛ وهو يلاحظ "ربما السقوط ليس بعمق ما يبدو".
في مقدمة الطبعة الثانية من "سيد الخواتم"، صرح تولكين أنه في عام 1940، على الرغم من الحرب، "واصلت السير [في الكتابة]، معظمها ليلاً، حتى وقفت عند قبر بالين في موريا". ثم توقف لمدة عام تقريبًا، وأعاد "وهكذا وصلت إلى لوتلورين والنهر العظيم في أواخر عام 1941". في عام 1942، قام تولكين بمسوداته الأولى لما أصبح 5:1 "ميناس تيريث" و 5:3 "تجمع روهان". ثم توقف، ولم يعرف إلى أين يأخذ القصة بعد ذلك: "وهناك، عندما اشتعلت الشعلة في أنوريين وجاء ثيودن إلى هاروديل، توقفت. فشل التنبؤ ولم يكن هناك وقت للتفكير".
عاد إلى الرواية في أبريل 1944، وعمل بشكل خاص على ما أصبح "ظل الماضي"، مقدماً "الساحر الساقط" سارومان، وما يطلق عليه جروم "خطوة جريئة إلى الأمام"، حيث خلق الفصل الطويل الاستثنائي الآخر، "مجلس إلوند". كانت إضافة رئيسية أخرى هي البالروج، الذي وُصف بطريقة غامضة بعناية، "محيرة بشكل جميل" لخلق وجود بشري وحشي. ثم خطط تولكين لبقية الرواية بمزيد من التفصيل، لتشمل لوتلورين، ومحاولة بورومير الحصول على الخاتم من فرودو؛ هروب فرودو؛ أسر غولوم من قبل فرودو، وقيادته سام عبر المستنقعات الميتة؛ وخيانتهم لشيلوب. في الوقت نفسه، سيُشرك الشخصيات الأخرى في المعارك. أثناء صياغة حلقة لوتلورين، أدرك تولكين أن مصيرها، ومصير غالادريل التي تمتلك خاتم إلف، مرتبط بمصير الخاتم. باختصار، كانت المؤامرة تشتد.
في ما أصبح الفصل 3:6 "ملك القاعة الذهبية"، رُحب بغاندالف وأراغورن وليغولاس وغيملي في إدوراس، قاعة الملك ثيودين من روهان ذات الطراز الأنجلوسكسوني، من خلال عملية تحديات من قبل الحراس، مستمدة مباشرة من بيوولف ؛ في نسخة سابقة، كان الحراس يتحدثون بالفعل بأسطر قديمة باللغة الإنجليزية من القصيدة.

### الوقوع في مأزق

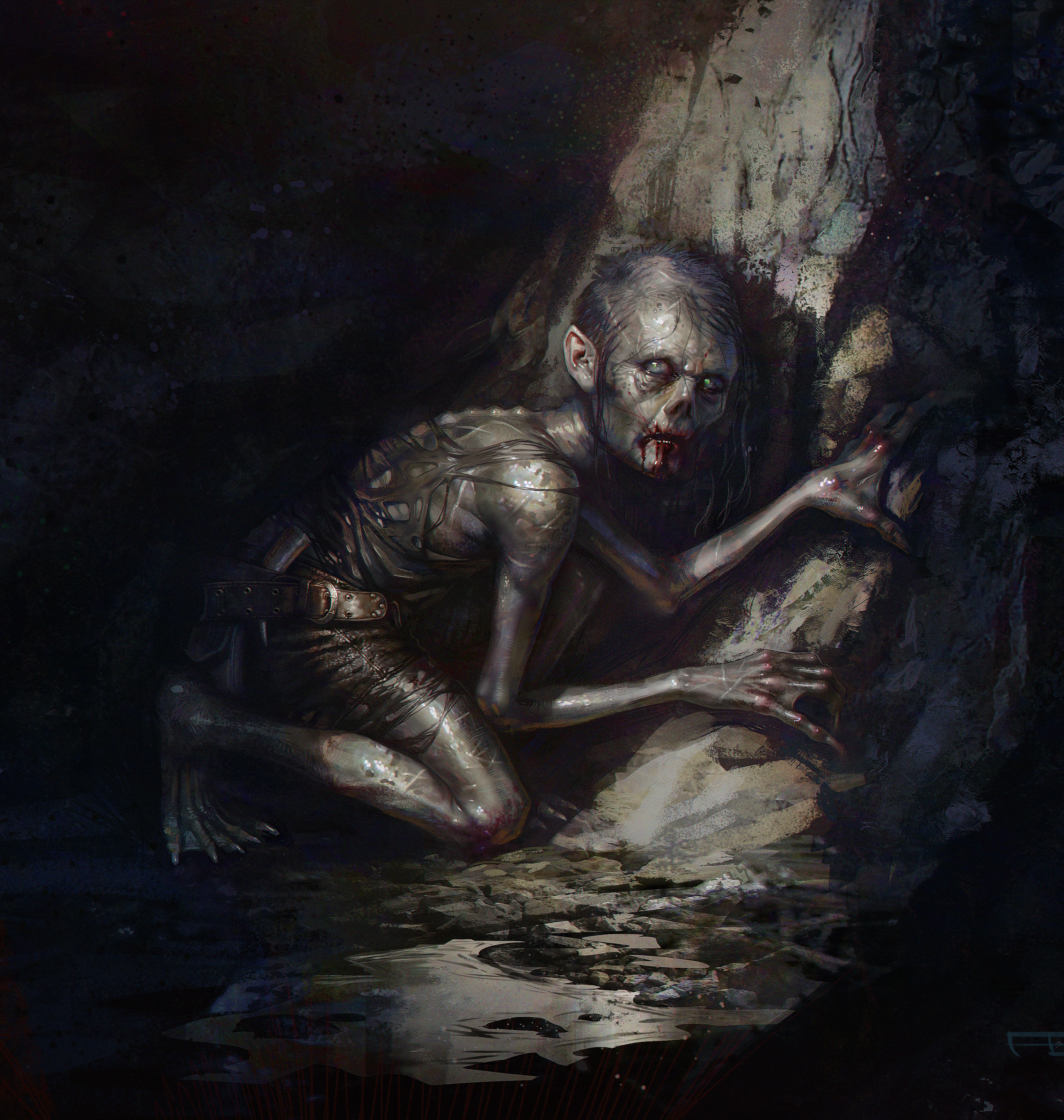
عمل تولكين على تطوير شخصية غولوم حيث أصبح مرتبطًا ارتباطًا وثيقًا بالخاتم.

لم يكن تولكين راضياً عن النصف الثاني من الكتاب الثالث، مثل معركة خليج هلم في 3:7، وغرق إيسنغارد في 3:9 "الطفو والغرق"، والحوار في 3:10 "صوت سارومان" عند برج أورثانك، وقام بإعادة كتابتها بشكل جذري. استغرق حوالي عام لمعرفة ما سيفعله بالبالانتير، حيث قام بتنقيح هذا القسم بشكل متكرر. في الوقت نفسه، كان تولكين يكافح مع سرد القصة في الكتاب الرابع، حيث كتب إصدارات متعددة من 4:2 "مرور المستنقعات"، والتي وصفها في رسالة بأنها "عدد قليل من الصفحات مقابل الكثير من العرق". يعلق غروم بأن:
"تيهان فرودو وسام يعكس عملية كتابة تولكين: التقدم البطيء المحبط، وتتبع الخطوات والذهاب في دوائر، وملاحقة شر خفي من قصة أخرى سابقة."
ولكن مع ارتباط غولوم أكثر فأكثر بالخاتم، قام تولكين بتطوير شخصيته وشخصيته المنقسمة، مما جعله يتحدث مع نفسه، كما قال تولكين "نوع من سميجول الجيد غاضب من غولوم الشرير"، وأصبح مرشداً بدلاً من مفترس. يعلق جيرجلي ناجي بأن "أكثر شخصية غريبة" لغولوم، كما هو واضح بشكل خاص في استخدامه الفردي للغة، حُققت فقط من خلال إعادة كتابة واسعة النطاق: "كان غولوم في البداية يتحدث بشكل أكثر تماسكًا ومنطقًا، بحيث كان التباين أقل وضوحًا بين ذاته الفصامية". كان تولكين غير متأكد أيضًا من اختيار الخصم عند الاقتراب من موردور؛ فقد لعب بفكرة وجود العديد من العناكب العملاقة، كما هو الحال في "الهوبيت"، أو واحدة فقط، وهي أونغولينت القديمة والقوية، التي كما يعلق غروم كانت "حليف مورغوث المخيف من السيلمايليون (وأكثر قوة بكثير من بالروغ) - قبل الاستقرار على شيلوب".
مع تقدم القصة، أضاف تولكين عناصر من أساطير السيلماريليون لخلق انطباع بالعمق، كما هو الحال عندما ذكر سام سيلماريل و"التاج الحديدي" لمورغوث في ثانغورودريم. واستأنف تولكين القصة مرة أخرى في عام 1946، حيث أعاد صياغة الكثير من الكتاب الخامس، حيث أصيبت إيوين بجروح قاتلة عندما قتلت ملك السحرة، في حين أن جيش غوندور يأخذ الحرب إلى موردور نفسها.
كما هو موثق في "ساورون المهزوم"، قام تولكين أولاً برسم تدمير الخاتم في نيران جبل دوم في عام 1939، ولكن قصة كيف سقط الخاتم في الشق كانت لا تزال غير واضحة في عام 1941. وصلت المسودة الأولى للفصل 6:1 "برج كيريث أونغول" إلى اللحظة التي رأى فيها سام قزمين يطلق عليهما بالسهام؛ كانت قريبة من شكلها النهائي. تضيف المسودة الثانية إغراء سام بالخاتم. قام تولكين بصياغة أسر الأوركس لفرودو في عام 1944، والذي وصفه في رسالة بأنه "وصل البطل إلى مثل هذه الحالة التي لن يتمكن حتى مؤلف من إخراجه منها إلا بتعب وصعوبة"؛ لم يعمل على هروبه حتى عام 1947. أكمل تولكين الفصل في مسودة ثالثة.

### الوصول إلى الطلاقة أخيرًا
ذكر تولكين في ملاحظة على رسالة أن الفصل 3:4 "تريبيرد" "كُتب أكثر أو أقل كما هو مكتوب ... تقريبًا مثل قراءة عمل شخص آخر". بدا الفصل، تقريبًا، وفقًا لكلمات كريستوفر تولكين، "يكتب نفسه". أيضًا صُيغت 6:2 "أرض الظل" "بسرعة وفي دفعة واحدة من الكتابة". وصُغيت 6:3 "جبل دوم" في نفس المخطوطة، مباشرة دون أي رسومات تقريبية سابقة؛ يقترح كريستوفر تولكين أن "تفكير والده الطويل" في تدمير الخاتم سمح له بكتابة الفصل "بشكل أسرع وأكثر تأكيدًا من أي فصل سابق تقريبًا". وصلت المسودات 6:4 "حقل كورمالن" (لاحقًا "حقل كورمالن") و 6:5 "الوصي والملك" (في البداية بدون عنوان، ثم "فارامير وإيوان") أيضًا إلى الشكل النهائي تقريبًا في مرحلة واحدة. صُغيت 6:6 "فراق كثير" لأول مرة في نفس المخطوطة مثل الفصل السابق، ولكن في شكل "موجز للغاية وبدائي"، ووُسعت لاحقًا بإدراج مواد جديدة. تبع ذلك نسخة عادلة ثم في الشكل النهائي "بخط والدي الأكثر جمالًا".
6:7 "العودة إلى الوطن" قام تولكين بصياغتها بسرعة كبيرة "في دفعة واحدة"، إلى جانب جزء من الفصل التالي، 6.8 "تطهير المقاطعة". في البداية، رافق غاندالف الهوبيتس إلى بوابة شاير، وكانت القصة بعيدة كل البعد عن شكلها النهائي في الفصل. 6.9 "الملاذات الرمادية" صُيغت لأول مرة في نفس النص الطويل مثل الفصلين السابقين. بقي ذلك النص، بقدر ما ذهب، إلى حد كبير دون تغيير، لكن اُضيفت العديد من التفاصيل، مثل ذكر فريديغار بولجر، ومرض فرودو الأول، وملابس ميري وبيبين الراقية.

صاغ تولكين في البداية خاتمة حول سام غامجي، وروزي كوتون، وعائلتهما، لكن حُذفت من النص النهائي للرواية. كان من المفترض أن يُرافقها نسخة طبق الأصل من رسالة من الملك أراغورن، باللغة الإنجليزية والسندارين، مكتوبة بخطّ تنجوار. انتهت المسودة الأولى للخاتمة بالجملة: 
"دخلوا، وأغلق سام الباب. لكن حتى بينما كان يفعل ذلك، سمع فجأة، عميقًا وغير مستقر، تنهد وهمس البحر على شواطئ وسط الأرض".

## أساليب تولكين

احدى خرائط تولكين.

إستخدم تولكين في طرق كتابته مواد غير روائية مثل الخرائط والأسماء واللغات والرسومات لتطوير الأفكار وتوجيه النص.

### الخرائط
في رسالة إلى الروائية ناعومي ميتشسون، أوضح تولكين أنه رسم خرائط لتوجيه سرد القصة: 
بدأت بحكمة بخريطة، وجعلت القصة تتناسب (مع عناية دقيقة بالمسافات). يؤدي الطريقة الأخرى إلى الالتباسات والاستحالات، وفي أي حال، إنه عمل مرهق لتأليف خريطة من قصة - كما أخشى أنك وجدت.
تطورت خرائط عمل تولكين باستمرار مع تطور القصة. كانت "الخريطة الأولى" قد شهدت العديد من التعديلات بحلول الوقت الذي أعاد فيه ابنه كريستوفر رسمها كـ "خريطة كبيرة مفصلة بالرسم بالقلم الرصاص والطباشير الملون" في عام 1943.
يلحظ شيبي مناقشة تولكين لـ "الإلهام" و "الاختراع غير المستوحى" في مقالته "حول القصص الخيالية"، استنادًا إلى محاضرة عام 1939. يعلق شيبي بأن تولكين لا يبدو أنه بدأ بـ "ومضة من الإلهام"، بل العكس: بدأ بكمية كبيرة من الجهد على المواد العملية مثل الخرائط، وفي النهاية تبع ذلك الإلهام. على حد تعبيره "الخرائط والأسماء واللغات جاءت قبل الحبكة. كان توسيعها بطريقة ما طريقة تولكين لتجميع ما يكفي من البخار للبدء؛ لكنها كانت أيضًا بطريقة ما قد قدمت الحافز للرغبة في ذلك."

### الأسماء
الشخصيات الرئيسية التي جلبها تولكين إلى باك لاند بحلول عام 1938 كانت بينجو (ابن أخ بيلبو، الذي أطلق عليه لاحقًا اسم فرودو)؛ فرودو؛ وأودو؛ جاءت هذه الأسماء من قصيدة تولكين عام 1934 "مغامرات توم بومباديل"، بالإضافة إلى فيغو ومارمادوك. يعلق غروم على أن "الأسماء كانت متدفقة للغاية" طوال عملية البناء. يلاحظ كريستوفر تولكين أنه "من السمات المميزة أنه بينما لم تكن الشخصيات الدرامية هي نفسها، فإن القصة لا تمتلك بعدًا أو جاذبية أو شعور بالخطر الهائل، كما هو مذكور في [1:2 "ظل الماضي"]، فإن جزءًا جيدًا من 'ثلاثة هم شركة' كان بالفعل موجودًا". ويضيف أن والده كان "يستمتع بأسماء وعلاقات عائلات الهوبيت"، وأنه "لم يقم بأي تغيير أو تبديل أكثر وفرة"، مشيراً إلى آخرين مثل أنجيلا وسيمولينا باغينز، وكاراميلا بولجر، ومارمادوك برانديباك، وغوربادوك> أورلاندو غراب، "أمالدا> لونيسيرا أو غريسيلدا> غريمالدا> لوبيليا [ساكفيل-باغينز]".
| الأسم    | أصل الكلمة والمعاني المرتبطة                              |
| -------- | --------------------------------------------------------- |
| أنجليكا  | نبات مزهر، تُحلى سيقانه وتُستخدم في الكعك                   |
| كاراميلا | كراميل، حلوى مصنوعة من السكر المحروق                      |
| لوبيليا  | زهرة حديقة شائعة في إنجلترا                               |
| لونيسيرا | العسلة، نبات متسلق ذو أزهار ذات رائحة حلوة، موطنه إنجلترا |
| سيمولينا | حلوى تقليدية في إنجلترا                                   |

الفصل 1:10 "سترايدر"، الذي كان في البداية بلا عنوان، كان يحتوي على أبطال الهوبيت في نزل بارناباس بوتربور في بري، حيث التقوا بشخص وصفه غاندالف في رسالته بأنه "رنجر (هوبيت بري) معروف باسم تروتر"، لأنه يرتدي أحذية خشبية تصدر صوتاً طقطقة. اُستبدل تروتر الهوبيت البري لاحقًا "بشكل درامي" برجل، إنجولد، إلفستون، وأخيراً، أراغورن. يعلق شيبي بأن تولكين "التزم بإصرار بالاسم غير المناسب بشكل متزايد "تروتر"" حتى عندما "ثبتت شخصية الرجل الطويل ذو الأرجل الطويلة أراغورن". ينتقد شيبي خطاب [أراغورن] "لكن تروتر سيكون اسم بيتي، إذا اُنشئ يومًا ما، ولكن ربما في اللغة العالية لن يبدو سيئًا للغاية". يكتب شيبي أن تولكين كان ببساطة مخطئًا هنا، حيث لاحظ أن "تروتر" هو "غير متوافق تمامًا مع الكرامة عندما يطبق على رجل طويل" وذكر أن تولكين "كان يجب أن يتخلص من هذه الفكرة في وقت مبكر". كما يلاحظ أن الخطاب الذي يدافع عن اسم سيء الصدى نجا في النص النهائي، حيث يدافع أراغورن عن اسم "سترايدر"، مما يجعله اسم سلالة ملكية له، بيت تيلكونتار في "اللغة العالية"، سندارين.
يعلق شيبي أنه من أبسط الأسماء في "الهوبيت"، مثل "التل" و"الماء"، انتقل تولكين إلى تجربة استخدام أسماء الأماكن الإنجليزية الحقيقية مثل "ورمينال" في "المزارع غايل من هام"، حيث لعب مع أصلها اللغوي المفترض. بالنسبة لـ "سيد الخواتم"، يكتب شيبي أن اسم فارثينج هو، وهي قرية ليست بعيدة عن منزل تولكين في أكسفورد، "جعلت تولكين يفكر في الفارثينغز من "الشاير".

### اللغات
كانت رواية تولكين أيضًا مبنية جزئيًا على اللغات، سواء كانت حقيقية (كان عالم لغويات) أو مختلقة. صرح في إحدى رسائله أن كتاباته عن الأرض الوسطى كانت "إلى حد كبير مقالًا في الجماليات اللغوية". يجادل شيبي أنه على الرغم من أن هذا قد يبدو غير معقول، إلا أن هناك أدلة على ذلك. في التذييلات المرفقة بـ "سيد الخواتم"، يشرح تولكين أنه اختار أسماء أماكن في بري مثل تشتود وبري نفسها، لإعطاء شعورًا بالغرابة أو السلتية الغامضة.

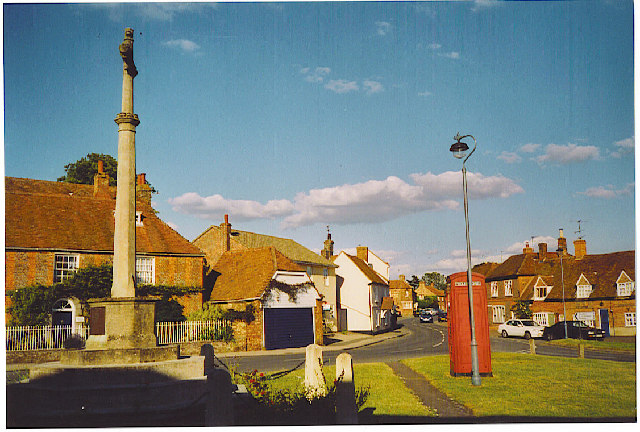
بري مستوحى من اسم قرية بريل، ويتضمن الاسم القلطي بريج والانجليزية القديمة هيل، وكلاهما يعني "هيل".
بريل، تشتود أصل الكلمات من البريثونية ('سلتية') والإنكليزية القديمة
أسماء الأماكن في أرض بري، مع قرى بري، كومب، ستادل، وأرشيت في تشتود، التي قصد تولكين أن تبدو وتشعر بالطابع السلتي.

يصف شيبي تأثير أغنية بيلبو عن إيرنديل بأنه "كيتسي للغاية". يغني الجان في قصة تولكين، بقيادة غيلدور، بلغة كوينيا المخترعة في غابات شاير؛ ويصف التأثير الذي تحدثه الأغنية على الهوبيت المستمعين. يعلق شيبي بأن تولكين كان يعتقد، بشكل هراطقة نوعًا ما، "أن اللغة الإلفي غير المترجمة ستؤدي وظيفة لا تستطيع اللغة الإنجليزية القيام بها". يغني غاندالف "ترنيمة الخاتم" باللغة السوداء، وهي لغة أخرى مخترعة، مما يخلق تأثيرًا مرعبًا دراماتيكيًا على المستمعين. كمثال آخر، يلاحظ شيبي الاستجابة الجمالية لسام غامجي لأغنية غيملي عن ملك الأقزام دورين عندما يسمع "رنين الأسماء الإلفيّة والقزميّة. 'أحب هذا!' قال سام. 'أود أن أتعلمه. في موريا، في خزاد-دوم!'". يعلق شيبي بأن "رد فعله واضحًا مثالياً".
| قصيدة إلبيرث جيلثونيل silivren penna míriel o menel aglar elenath! Na-chaered palan-díriel o galadhremmin ennorath, Fanuilos, le linnathon nef aear, sí nef aearon! |
| قصيدة تولكين السيندارينيةمقدمة بدون ترجمة. |

### الرسومات
مع تطور تفاصيل حبكته، قام تولكين برسم العديد من المواقع المتضمنة؛ ومع تطور أفكاره، حُدثت كل من الرسومات والنص حتى شعر بصحة الوصف. على سبيل المثال، تطور مفهومه لبرج أورثانك في وسط حلقة إيسينغارد بشكل كبير أثناء كتابته لـ 3:8 "الطريق إلى إيسينغارد" و3:10 "صوت سارومان". في أقدم الإصدارات، كان البرج دائريًا، يرتفع في طبقات متعددة، وكان له ثلاثة قرون صغيرة في قمته. ثم كان سيقف على تل مشقوق، مع قوس دائري يدعم وزن البرج. وأخيراً في الرسم رقم 5، كان البرج مكونًا بالكامل من أربعة قرون طويلة ضيقة شبه هرمية، على ما يبدو من الصخور الأساسية وليس البناء، مرتبة لتشكيل مربع، وترتفع مباشرة من الأرض المستوية.